# Федоровський Олександр Дмитрович
Олекса́ндр Дми́трович Федоро́вський (10 січня 1931, м. Ленінград) — український фізик. Член-кореспондент АН УРСР (1982).

## Біографія
1956 р. — закінчив Ленінградський інститут точної механіки й оптики.

1956—1980 рр. — завод «Арсенал» у Києві, де організував та очолив спеціальне конструкторське бюро.

1980 р. — Інститут гідромеханіки АН УРСР.

1981—1987 рр. — директор Інституту гідромеханіки АН УРСР.

1987—1992 рр. — керівник СКТБ, заступник директора з наукової роботи Морського гідрофізичного інституту НАН України у Севастополі.

З 1993 р. — завідує відділом системного аналізу Центру аерокосмічних досліджень Землі Інституту геологічних наук НАН України.

## Наукова діяльність
На заводі «Арсенал» у Києві, організував та очолив спеціальне конструкторське бюро. За цей період під його керівництвом було створено і прийнято для оснащення Військово-Морського флоту та Центру підготовки космонавтів ряд зразків нових оптико-електронних комплексів. Протягом 1965—1980 рр. учений проводив у різних районах Світового океану комплексні морські випробування створеної апаратури. В результаті досліджень було одержано унікальний науковий матеріал, який дав змогу виявити нові гідрофізичні явища, згодом підтверджені рядом авторських свідоцтв. Тоді ж Федоровський О. Д. виконав вагомі експериментальні дослідження процесів, що відбуваються на вільній морській поверхні — на межі взаємодії «вода — атмосфера». Він одним з перших експериментально виявив і поглиблено дослідив виникнення на морській поверхні холодного «скін-шару» та використав це явище як інформативний фактор при створенні авіаційних дистанцій них систем зондування морської поверхні для вирішення спеціальних завдань.
В Інституті гідромеханіки, коли Федоровський О. Д. очолював цю установу, було побудовано, оснащено і введено в експлуатацію лабораторний комплекс і спеціальну споруду з басейном, на базі яких проводились численні експерименти. Їх результати стали основою для розробки в СКТБ інституту нових гідрофізичних систем для Військово-Морського флоту.
В ході лабораторних і натурних досліджень було встановлено взаємозв'язок між просторовими характеристиками температурних полів на морській поверхні та гідродинамічними явищами, що відбуваються на глибинних горизонтах у різноманітних гідрологічних умовах. Ці дослідження започаткували створення в інституті нового наукового напряму — гідрооптики.
Наукові пошуки вченого в Центрі аерокосмічних досліджень Землі Інституту геологічних наук НАН України спрямовані на розробку методології дешифрування космічних знімків з допомогою системного підходу, аналізу структурно-текстурних ознак і на створення комп'ютерних програм для виконання водогосподарських і водоохоронних завдань. Під його керівництвом і за безпосередньою участю науково обґрунтовано і розроблено оригінальну методику оцінки екологічного стану водних екотонів типу «ріка — водосховище» і «ріка — море».
Результати наукової діяльності Федоровського О. Д. знайшли визнання як в Україні, так і за кордоном. Він неодноразово виступав з доповідями на засіданнях Наукової ради з гідрофізики і Наукової ради з гідродинаміки АН СРСР, науково-технічної ради НАН України з проблем Військово-Морських сил України, брав участь у міжнародних конференціях.
Федоровський О. Д. — автор 195 друкованих праць, у тому числі 5 монографій, довідника, 130 статей і 60 патентів та авторських свідоцтв. Дев'ять його учнів захистили дисертації.
Серед робіт — «Інформатизація аерокосмічного землезнавства», співавтори Довгий Станіслав Олексійович, Лялько Вадим Іванович, Трофимчук Олександр Миколайович, Азімов Олександр Тельманович, 2001.

## Відзнаки
Заслужений діяч науки і техніки України (2007), лауреат Державної премії України в області науки і техніки (2005). Нагороджений орденом Трудового Червоного Прапора (1985).